# リンク 16

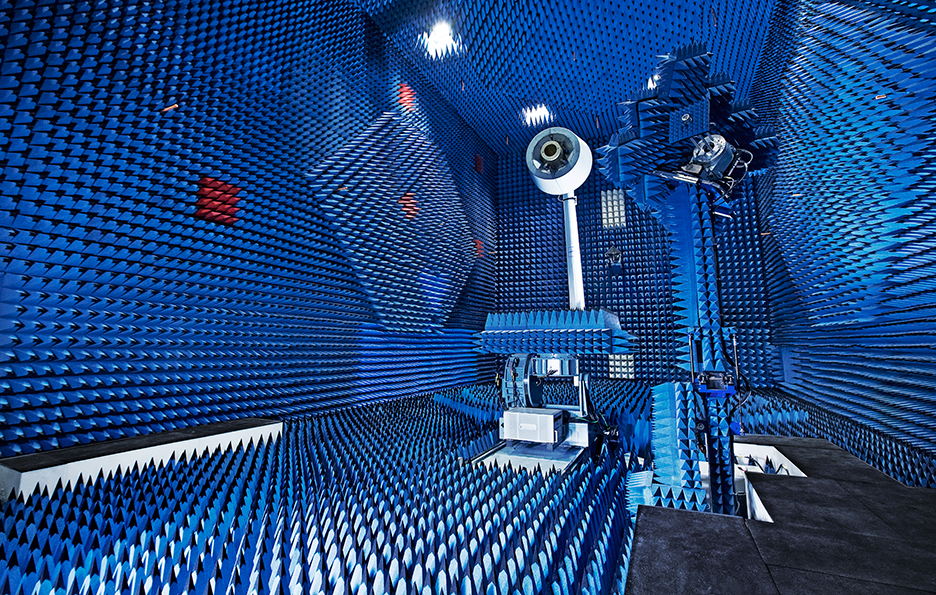
電波暗室で試験されるリンク 16用アンテナ。

リンク 16は、北大西洋条約機構（NATO）で標準化された戦術データ・リンクの規格。アメリカ軍ではTADIL-J（英: Tactical Digital Information Link-J）と称される。従来のリンク 4Aやリンク 11の補完用として開発された。

## 来歴
リンク 16の開発は1970年代より着手された。データ・リンク端末としては、まずアメリカ合衆国で統合戦術情報伝達システム（JTIDS）が開発され、最初に実用化されたクラス1（ARC-181）の端末装置は1977年より納入を開始したものの、この時点ではまだメッセージ・フォーマットが確定していなかったことから、暫定版JTIDSメッセージ仕様（Interim JTIDS Message Specification, IJMS; TADIL-Iとも）を用いていた。
1986年11月14日にはNATOのJTIDS端末装置了解覚書が締結され、1987年3月にはJTIDSに関するNATO軍事運用要件（MC 306）が提示された。また1989年8月には、アメリカ軍において運用能力要求書（MJCS-194-89）が提示された。一方、フランスのトムソンCSF社は、1970年代よりJTIDSと互換性があるデータリンク端末としてSINTACを開発していたが、これは後に国際共同開発である多機能情報伝達システム（MIDS）に発展し、1987年より、F/A-18戦闘攻撃機およびラファール戦闘機、タイフーン戦闘機への適合化作業が開始された。
JTIDSクラス1の端末装置は早期警戒管制機（AWACS）への搭載を想定したものだったが、続くクラス2の端末装置は、戦闘機などより多彩なプラットフォームへの搭載を想定して開発された。1990年度で、E-2C早期警戒機とF-14D艦上戦闘機により、初のJTIDSネットワークが配備された。1980年代後半には、さしあたり、リンク 16の配備は指揮統制プラットフォームに限られることが決定されたが、1990年代後半より、指揮統制プラットフォーム以外の航空機への配備も推進されることになった。

## 通信規格

### ネットワーク
使用する周波数は極超短波（Lxバンド: 960 - 1,215 MHz）である。ただし1,008 - 1,053 MHzおよび1,065 - 1,130 MHzは、IFFと干渉するため用いられない。この周波数範囲を51分割し、各タイムスロットで1秒間に77,000回の周波数ホッピングを行って、電子防護能力の向上を図っている。なおこの周波数の特性により、通信可能な範囲は見通し線 (LoS) 内に限定され、また伝送の所要時間によっても制約される。
伝送方式は時分割多元接続 (TDMA) 方式で、リンク16に接続するユニット（JU）は、各タイムスロット内で情報を送信するか受信するかを割り当てられる。1つのタイムスロットは12秒のフレームを1,536分割した7.8125ミリ秒（1⁄128秒）となっている。4秒（512スロット）が1セットとされ、3つのセット（セットA、セットB、セットC）で1フレーム（12秒）を構成している。秘匿性向上のため、各セット内で各JUに割り当てられたスロットはランダムに配置されている。さらに、1フレーム（1536スロット）からなる複数のネットワークに0から126までのネットナンバーが与えられ、マルチネット（127ネットワーク）を構成している。伝送速度は音声通信では2.4～16kbps、データ通信では31.6kbps、57.6kbps、115.2kbps、238kbps、1.137Mbpsのいずれかを選択でき、1.3または2.25kbpsであったリンク11の100倍近いものとなっている。
データリンク端末としては、上記の通り、まずアメリカ合衆国において統合戦術情報伝達システム（JTIDS）が実用化されて、広く用いられた。また後に、これに準じた内容が北大西洋条約機構（NATO）において多機能情報伝達システム（MIDS）として規格化され、多様な端末が登場した。

### メッセージ
リンク 16で送受信されるメッセージには下記の4種類がある。
- FWF（Fixed Word Format）
- VMF（Variable Message Format）
- FT（Free Text）
- RTT（Round-Trip Timing）

リンク 16を通じた戦術・指揮情報の共有はFWFメッセージによって行われる。このメッセージ・フォーマットは一般にJシリーズと称され、MIL規格ではMIL-STD-6016として規定されている。

### 衛星通信
リンク16がUHF帯を採用したことで、通信可能距離は見通し線内に制約されることになった。これを解決するため、アメリカ合衆国とイギリスは、それぞれ異なる手法で、衛星を経由させての通信技術を開発した。

#### S-TADIL J
アメリカが開発したS-TADIL J（Satellite-TADIL J）は、FLTSATCOMなど、UHF帯の衛星通信（UHF-SATCOM）を使用するものである。衛星通信での多元接続方式としては要求時割付多元接続（DAMA）を採用している。ネットワークに参加できるユニット数は16、通信速度は2,400または4,800 bps。
艦上では、WSC-3やUSC-42 Mini-DAMAといったUHF-SATCOM通信ターミナルで送受信を行い、KG-84暗号機、C2P（Command & Control Processor）を介して戦術情報処理装置に接続される。NTDS mod.4規格の戦術情報処理装置とも互換性があるC2Pが開発されたこともあり、S-TADIL Jは、まずはmod.4規格を搭載した艦を対象として配備されることとなった。
S-TADIL Jの開発は1994年、SPAWAR (Space and Naval Warfare Systems Command) において、通信範囲拡大計画（Joint-Range Extension: JRE）の一環として着手され、1996年には「カール・ヴィンソン」空母戦闘群において運用試験が実施された。

#### STDL
イギリスが開発したSTDL（Satellite Tactical Data Link）は、SHF帯の衛星通信を使用するもので、アメリカのS-TADIL Jとの互換性は無い。リンク16と同じくTDMA方式を採用した。フレームあたりのタイム・スロット数は伝送速度に依存するが、19.2kbpsでは1フレームあたり最大で32スロットが割り当てられ、16のユニットが参加できる。
インヴィンシブル級航空母艦や42型・45型駆逐艦、23型フリゲート、攻撃型原子力潜水艦に搭載されている。